# Nyika-Buschratte
Die Nyika-Buschratte (Aethomys nyikae) ist ein im südzentralen Afrika verbreitetes Nagetier in der Gattung der Afrikanischen Buschratten. Der Name bezieht sich auf den Fundort des Typusexemplars auf dem Nyika-Plateau in Malawi. Eine in den 1970er Jahren vertretene Auffassung, dass die Art mit der Kaiser-Buschratte (Aethomys kaiseri) identisch ist, hat sich nicht bestätigt.

## Merkmale
Mit einer Kopf-Rumpf-Länge von 120 bis 156 mm, einer Schwanzlänge von 145 bis 178 mm und einem Gewicht von 56 bis 106 g ist die Art ein mittelgroßer Gattungsvertreter. Es sind etwa 28 mm lange Hinterfüße und um 20 mm lange Ohren vorhanden. Diese Buschratte hat borstiges Fell mit einer dunkel- bis mittebraunen Oberseite, die rötliche Töne aufweisen kann. Unterseits kommt hellgraues Fell vor, das an Kinn und Kehle fast weiß ist. Typisch sind braune Ohren und ein Schwanz, der raue Schuppen und feine Haare trägt. Er ist oberseits dunkler als unterseits. Die Nyika-Buschratte hat recht kurze Gliedmaßen sowie vier Finger an der Vorderpfoten, während die Füße fünf Zehen besitzen. Bei beiden ist die Oberseite weißlich.

## Verbreitung und Lebensweise
Das Nagetier ist in der südlichen Demokratischen Republik Kongo, im östlichen Angola, in Malawi und bis zum zentralen Sambia verbreitet. In Malawi stammen die südlichsten Funde aus dem Grenzbereich zu Mosambik. Die Art lebt im Hochland und in Gebirgen zwischen 800 und 2300 Meter Höhe. Sie hält sich in Savannen, auf Bergwiesen, auf Ackerland und in offenen Wäldern in der Nähe von Termitenhügeln auf.
Die nachtaktiven Exemplare bewegen sich meist auf dem Boden und klettern vermutlich in flachen Gewächsen. Von der Nyika-Buschratte wurden mehrere Exemplare dicht beieinander registriert, was auf eine soziale Lebensweise hindeutet. Weibchen in Sambia waren mit 2 bis 5 Embryos trächtig.

## Gefährdung
Die IUCN listet die Art aufgrund fehlender Bedrohungen und einer großen Gesamtpopulation als nicht gefährdet (least concern).